# Andor Berei
Andor Berei (Boedapest, 9 november 1900 - aldaar, 28 januari 1979) was een Joods-Hongaars journalist en communistisch politicus die actief was in Hongarije voor de MSzDP, KMP en MDP en in België voor de KPB-PCB.

## Levensloop

### Hongaarse periode
Andor Berei, van Joodse origine, zoon van een kleine handelaar die het faillissement had gekend, werd in Hongarije geboren. Na de middelbare school, studeerde hij vanaf 1918 gedurende drie jaar rechten en wijsbegeerte aan de Universiteit van Boedapest. Hij sprak naast Hongaars, ook vloeiend Russisch, Duits, Engels, Spaans en Frans.
In 1917 werd hij lid van de linkse antimilitaristische studentenbeweging en van Magyarországi Szociáldemokrata Párt (MSZDP, Hongaarse Sociaaldemocratische partij). In 1919 werd hij lid van de Kommunisták Magyarországi Pártja (KMP, Hongaarse Communistische Partij). Tijdens de korte periode van de Communistische Commune van Béla Kun organiseerde hij de Communistische Jeugdbeweging, en na het neerslaan van de Commune werd hij door de partijinstanties belast met de reorganisatie ervan. Tegen die tijd trouwde hij met de historica Elizabeth Andics. In 1921 werd hij opgepakt voor revolutionaire activiteiten en tot elf jaar gevangenis veroordeeld. Het jaar daarop werd hij, met anderen, onder wie zijn vrouw, uitgewisseld met gevangen Hongaren in de Sovjet-Unie.
Van 1922 tot 1924 was hij vertaler-tolk bij de Communistische Internationale voor Jongeren. Hij trad op als animator voor clubs en scholen die uitgeweken Hongaren samenbrachten. Van 1924 tot 1931 was hij politiek redacteur en verantwoordelijke voor de pers- en uitgeversactiviteiten van de Hongaarse communistische partij (in ballingschap). Tegelijk gaf hij ook, net als zijn vrouw, lessen aan de Communistische universiteit voor de nationale westerse minderheden en aan het Internationaal Lenininstituut. In 1929-1931 ontstonden er meningsverschillen bij de Hongaarse communisten en Bireï werd uit de directie geweerd. In 1932 werd hij lid van het Latijns Secretariaat binnen de Communistische Derde Internationale of Komintern. Vanaf 1934 was het duidelijk dat de Belgische zaken hem waren toegewezen en hij schreef hierover verschillende rapporten. Hij werd dat jaar door de Komintern naar België gestuurd, teneinde er de Kommunistische Partij van België (KPB) te 'volgen', hetgeen in de praktijk betekende ze te leiden. Hij kreeg meteen een eerste opdracht mee om een zuivering uit te voeren.

### Belgische periode
De groepering van communistische jongeren had wat te enthousiast gereageerd op de oproep om een antifascistisch eenheidsfront van jongeren te vormen en had, naast de socialistische jongeren, er ook trotskistische jongeren bij betrokken. Deze 'doodzonde' moesten ze bekopen door de afzetting uit hun functies. Hetzelfde gebeurde met een paar van de leiders van de partij. Ook nog in 1934 had Berei gesprekken, samen met de Italiaanse communist Palmiro Togliatti, met de Belgische leiders van de extreemlinkse vleugel binnen de Belgische Werkliedenpartij (BWP), en met name met Paul-Henri Spaak en Albert Marteaux, die ze er moesten van overtuigen niet uit de BWP te stappen om een nieuwe, radicalere partij te stichten, maar binnen de partij te blijven, als een soort 'onderzeeër' in dienst van de Internationale.
In 1935 organiseerde hij de terugkeer van Joseph Jacquemotte, die eerder in ongenade was gevallen en nu goed werd bevonden om het heft weer in handen te nemen. Dit werd bezegeld op een congres in Charleroi, waar Berei voor het eerst het woord nam, als vertegenwoordiger van de Komintern. Toen Jacquemotte het jaar daarop onverwacht overleed, werden drie secretarissen-generaal benoemd, waarbij Xavier Relecom door Berei als de nummer één werd aangeduid. In de tweede helft van 1935 en tot in mei 1936 verbleef Berei in Moskou. Hij keerde toen naar België terug en was er definitief en officieel de vertegenwoordiger van de Komintern. Hij leefde er in een semi-clandestiniteit en gebruikte allerhande pseudoniemen: Denis, Clavel, Victor, Pépé. Dit belette niet dat hij lid was van het Centraal Comité. Alle teksten en beslissingen van dit comité moesten door hem worden goedgekeurd en hetzelfde gold voor het partijblad La Voix du Peuple. Daarbij hield hij ook persoonlijk de activiteiten nauw in de gaten van de Communistische Jongeren en van de Vlaamsche Kommunistische Partij.
In 1938 en 1939 reisde hij weer naar Moskou en toen er sprake van was dat hij daar zou blijven, drong de BKP erop aan hem weer naar België te sturen, waar ze hem onontbeerlijk achtte. Bij de aanvang van de Tweede Wereldoorlog werd hij in maart 1940, net als de meeste communistische verantwoordelijken, door de geheime diensten opgepakt. Zij werden immers beschouwd als bondgenoten van Duitsland. In juli ontsnapte hij uit het interneringskamp van Saint-Cyprien en keerde hij terug naar Brussel, waar hij zijn functie van vertegenwoordiger van de Komintern weer opnam. Weliswaar was hij nu duidelijk maar de nummer twee meer in Brussel, nadat Eugen Fried, de 'begeleider' van de Franse Communistische Partij, in 1939 naar België was gevlucht en er gebleven was. In tegenstelling tot Eugen Fried, die op 17 augustus 1943 door de Gestapo in een hinderlaag werd gelokt en doodgeschoten, doorstond Berei de hele bezetting. Door de strenge compartimentering die hij doorvoerde en de clandestiniteit waar hij sterk de hand aan hield, kon hij aan alle opzoekingen ontsnappen en was hij nog steeds aanwezig bij de Bevrijding. In 1943, na de massale aanhouding van communistische leiders, benoemde hij de enige belangrijke overgeblevenen, Edgard Lalmand aan het hoofd van de partij en Jean Terfve aan het hoofd van de gewapende partizanen.
Na de Bevrijding bleef hij in België, officieel als journalist. Terwijl Lalmand in de periode 1944-1947 als minister actief was, leidde Berei de partij, controleerde hij nauwgezet de kaders en besliste hij over eventuele affectaties die binnen de partij konden gegeven worden aan leden, naarmate ze uit de concentratiekampen terugkwamen. Berei verliet België in 1946. Hij liet er de herinnering na van een verwoede werker, een polyglot, een perfectionist die alles tot in de details volgde, een ruwe bolsjewiek, die brutaal kon te werk gaan en die grotendeels de partij had rechtgehouden van 1935 tot 1945.

### Tweede Hongaarse periode
Terug in Hongarije kreeg Berei de leiding over het planbureau. Na een paar jaar werd hij ook parlementslid en adjunct-minister van Buitenlandse Zaken. Op 28 oktober 1956 werd hij met zijn vrouw en met andere communistische prominenten, naar Moskou gevlogen, teneinde te ontsnappen aan de losgeslagen revolutie. Hij doceerde er aan het Economisch Instituut van de Sovjetacademie. In 1961 was hij weer in Boedapest en tot in 1970 doceerde hij er aan de Economische Faculteit Karl Marx. Daarnaast, van 1962 tot aan zijn dood, leidde hij KOSSUTH, de uitgeverij van de Hongaarse communistische partij.